# 陶君行
陶君行（英語：To Kwan Hang Andrew，1966年2月7日—），前社民連主席，前香港黃大仙區區議員，曾任香港民主同盟（民主黨的前身）中央委員及「前綫」秘書長，1989年始擔任香港市民支援愛國民主運動聯合會（支聯會）常委，2005年籌組領匯監察，並獲選為主席，有美國會計師資格。曾為網絡電台香港人民廣播電台節目風波裡的龍門陣及波政不分、網絡電台MyRadio譚志強頻道及足球頻道節目主持。
現為花生台擁有者，大君伐及怒抄花生節目主持。其妻子為民間人權陣線前任召集人、香港天主教正義和平委員會幹事孔令瑜。

## 簡介

### 早期背景
陶君行是客家人，祖籍廣東省河源，在彩虹村長大，小學至預科時就讀於喇沙小學及喇沙書院，年少時熱愛體育運動，代表學校參與學界田徑、越野賽、籃球及游泳等項目之比賽，並獲取校內甲組最佳運動員的獎項。陶君行講述讀書時期醉心體育，後來接觸到社運便全心投入民主抗爭運動，進入大專後，他熱忱於學生運動，曾擔任嶺南學院學生會（現嶺南大學學生會）會長，及至於1989年出任香港專上學生聯會秘書長。1989年4月到北京支援民運，六四事件後冒起，其後成為香港民主同盟為創會會員，踏足政界，其後參加區議會選舉，於1991年香港區議會選舉參選黃大仙區議會竹園選區當選，成為當時全香港最年輕之區議員。

### 退出民主黨及前綫
陶君行1998年與民主黨內年輕議員鄭家富（立法會議員）、陳國樑（市政局議員）、黃仲棋（市政局議員）、范國威（西貢區議會議員）等，組成「少壯派」推動黨內改革，提倡黨內民主、採取基層勞工路線、結合議會與街頭運動的策略，與「主流派」及民主黨內的前「匯點」成員發生激烈罵戰 。陶君行繼而在2002年退出民主黨，先組成「社會民主論壇」，後加入「前綫」。2004年，陶君行由於反對領匯上市，被黨友排擠，後來宣布淡出前綫。

### 社民連時代
2006年，與 黃毓民、「大舊」陳偉業、「長毛」梁國雄等，組合前「少壯派」成員，再加上一些前衛社運人士如李偉儀等，組成社會民主連線，並出任秘書長，後獲選為副主席（外務），與會內另一位副主席（內務）麥國風同為會內的第二把手。該會標榜為「旗幟鮮明的反對派」。
2010年，陶君行當選社會民主連線主席，接替黃毓民，成為社民連主席。

## 參與選舉

### 立法會選舉
2000年曾與司徒華、李華明、胡志偉三人合組一條名單，參選九龍東地區直選，唯名單中只有司徒華、李華明二人當選。
2004年，原定代表「前綫」在九龍東選區參選立法會，但鄭經翰被商業電台突然解僱後在九龍東參選，並與陶君行組成一張名單，雖然選前民意調查顯示陶君行有望代表民主派奪得議席，但選舉結果名單得73,479票，鄭經翰成為「票王」當選，但票數不足以令名單中排第二名的陶君行入選。
2008年7月28日陶君行獨自參選，代表社會民主連線參與九龍東地區直選，以「我肯搏」為競選口號。他在該選舉的九龍東選區中得到28,690票，僅排在公民黨梁家傑之後，位列第五名。
2012年立法會選舉，陶君行單獨組成名單，代表社會民主連線參與九龍東地區直選。根據2012年香港政治制度改革中通過的立法會選舉辦法，九龍東地區的議席從4席增至5席。但同區參選的還有同樣代表激進泛民勢力的人民力量的黃洋達名單，分別獲得9.57%和12.85%的選票，均未能當選。陶黃兩張名單在合計獲得總選票22.42%的情況下，拱手將九龍東地區的第5席讓給配票精確的建制派獨立參選人謝偉俊（得票率13.54%）。

### 區議會選舉
陶君行於1991年-2011年出任黃大仙區議會竹園北議員。
2007年10月，梁安琪在香港電台舉辦的區議會選舉論壇與對手陶君行辯論。其間，梁安琪多次發表出位言論，引起社會各界嘩然。
由於她在選舉論壇的舉措，有網民在網上討論區討論關於她的一切，她在落敗後指網民因為她在選舉論壇後，在網上不停地抹黑她，認為會認響她的票源。這次選舉中她以1851比2825輸給陶君行，相差20.8%。
2011年11月7日，陶君行於2011年香港區議會選舉黃大仙區議會竹園北區選落敗，只得1660票，大敗於獨立人士丁志威的2754票。於同日下午辭任社民連主席一職。

### 歷屆選舉結果
| 政党   | 政党         | 候选人    | 票数  | %     | ±      |
| ------ | ------------ | --------- | ----- | ----- | ------ |
|        | 無黨派       | ①. 陳嘉偉 | 507   | 10.30 | 不適用 |
|        | 九龍社團聯會 | ②. 丁志威 | 2,754 | 55.96 | 不適用 |
|        | 社民連       | ③. 陶君行 | 1,660 | 33.73 | -26.68‬ |
| 多数票 | 多数票       | 多数票    | 1,094‬ | 22.23 | +1.40  |

| 政党   | 政党   | 候选人    | 票数  | %     | ±      |
| ------ | ------ | --------- | ----- | ----- | ------ |
|        | 社民連 | ①. 陶君行 | 2,825 | 60.41 | +8.66‬  |
|        | 獨立   | ②. 梁安琪 | 1,851 | 39.59 | 不適用 |
| 多数票 | 多数票 | 多数票    | 974‬   | 20.83 | 不適用 |

| 政党   | 政党   | 候选人      | 票数  | %     | ±      |
| ------ | ------ | ----------- | ----- | ----- | ------ |
|        | 無黨派 | ①. 馮梁貴平 | 499   | 8.78  | 不適用 |
|        | 前綫   | ②. 陶君行   | 2,941 | 51.75 | 不適用 |
|        | 民建聯 | ③. 何漢文   | 2,243 | 39.47 | 不適用 |
| 多数票 | 多数票 | 多数票      | 698   | 12.28 | 不適用 |

| 政党   | 政党         | 候选人    | 票数  | %     | ±      |
| ------ | ------------ | --------- | ----- | ----- | ------ |
|        | 九龍社團聯會 | ①. 何新華 | 964   | 33.39 | 不適用 |
|        | 民主黨       | ②. 陶君行 | 1,923 | 66.61 | 不適用 |
| 多数票 | 多数票       | 多数票    | 959   | 33.22 | 不適用 |

| 政党   | 政党   | 候选人 | 票数  | %     | ±      |
| ------ | ------ | ------ | ----- | ----- | ------ |
|        | 民建聯 | 魏立志 | 982   | 40.46 | 不適用 |
|        | 民主黨 | 陶君行 | 1,445 | 59.54 | 不適用 |
| 多数票 | 多数票 | 多数票 | 463   | 19.08 | 不適用 |

| 政党   | 政党   | 候选人   | 票数  | %     | ±      |
| ------ | ------ | -------- | ----- | ----- | ------ |
|        | 自民聯 | 馮梁貴平 | 1,263 | 30.09 | 不適用 |
|        | 港同盟 | 陶君行   | 2,044 | 48.69 | 不適用 |
|        | 無黨派 | 許清漢   | 891   | 21.22 | 不適用 |
| 多数票 | 多数票 | 多数票   | 781   | 18.60 | 不適用 |

## 官司

### 被控襲警
2007年12月29日，梁國雄及陶君行趁訪港的全國人大常委會副秘書長喬曉陽到中區禮賓府演講時，到禮賓府抗議，在禮賓府東閘外焚燒報紙及車胎，期間兩名警員上前試圖撲滅火種時，梁國雄及陶君行衝前撞向兩名警員，令他們推倒落地受傷。梁、陶二人其後被警方控以襲警罪名。
2008年10月30日，案件在東區裁判法院開審。案情指當時梁國雄及陶君行焚燒報紙及車胎，被港島警察機動部隊姓李警員及姓關警長上前阻止。李開動滅火器時，陶君行突然撞擊他，梁國雄同時衝向李及用手推李，令他跌倒。關扶起李時，被陶君行用雙手拉衫袖而倒地。
同年12月11日，梁、陶二人各被裁定一項襲警罪名成立，押後至2009年1月16日判刑，陶的另一項襲警罪則獲判無罪。
2009年1月16日，該案件在東區裁判法院判刑。裁判官指斥梁、陶二人不應濫用人權衝擊警方，即使他們不認同現場警員，也不能推撞警員，考慮到警員傷勢輕微，可以用社會服務令代替監禁，於是分別判決陶君行及梁國雄100及120小時社會服務令，裁判官強調判刑並沒有考慮兩人的地位才輕判。梁國雄表明會上訴，認為裁判官的判辭，並無解釋示威者表達意見的權利是否合憲。
2009年10月1日示威其間被指襲警。他本人否認，並表示他被警察襲擊。從片段看到警察有襲擊他，最終獲判無罪。

## 資料來源
1. ↑  .   [2011-04-05]. （原始内容存档于2011-10-13）.
2. ↑  .   [2011-04-05]. （原始内容存档于2012-10-16）.
3. ↑  
2000年香港立法會選舉 的存檔，存档日期2008-12-04.
4. ↑  2004年香港立法會九龍東選舉結果 的存檔，存档日期2008-12-10.
5. ↑  「癲狗」入局 社民連擁三席，星島日報，2008年9月9日[]
6. ↑  2008年香港立法會九龍東選舉結果 的存檔，存档日期2008-09-09.
7. ↑  . RTHK 香港電台. 2007-10-24  [2019-12-05]. （原始内容存档于2021-02-07）.
8. ↑  . 2007-11-18. （原始内容存档于2009-03-06）.
9. ↑  . [永久]. []
10. ↑  . [永久]  [2011-11-07]. （原始内容存档于2011-11-10）.
11. ↑  《梁國雄、陶君行涉襲警開審》 的存檔，存档日期2008-11-03.，香港《蘋果日報》，2008年10月31日。
12. ↑  《梁國雄陶君行襲警罪成》 的存檔，存档日期2008-12-14.，香港《大公報》，2008年12月12日。
13. ↑  《梁國雄陶君行襲警被判社服》 的存檔，存档日期2009-01-18.，香港《大公報》，2009年1月17日。
14. ↑  .   [2009-10-13]. （原始内容存档于2020-05-16）.
15. ↑  .   [2010-07-02]. （原始内容存档于2010-06-07）.

## 外部連結
- 陶君行網站
- 陶君行 - 給香港的情書

| 議會席位      | 議會席位                                                   | 議會席位                            |
| ------------- | ---------------------------------------------------------- | ----------------------------------- |
| 新頭銜        | 黃大仙區議會 竹園北選區區議員 1991年3月4日—1994年9月18日   | 繼任： 馮梁貴平                     |
| 新頭銜        | 黃大仙區議會 竹園中選區區議員 1994年9月19日—2003年12月31日 | 竹園中選區分拆到 翠竹及鵬程和竹園北 |
| 前任： 何漢文 | 黃大仙區議會 竹園北選區區議員 2004年1月1日—2011年12月31日  | 繼任： 丁志威                       |
| 政黨職務      |                                                            |                                     |
| 前任： 黃毓民 | 社會民主連線主席 2010年—2011年11月8日                      | 繼任： 署理：鄧徐中 正任：梁國雄    |